# Дон Шулц
Дон Е. Шулц (на английски: Don E. Schultz) е почетен професор по интегрирани маркетингови комуникации в училището „Медил“ към Северозападния университет, президент на консултантската компания „Агора“, също в Евънстън, щата Илинойс, гост-лектор в Училището по мениджмънт „Кранфийлд“ в Бедфордшир, Великобритания, хоноруван преподавател в Куинсландския технологичен университет в Брисбейн, Австралия, и гост-лектор в университета „Цинхуа“ в Пекин, Китай.
Дава консултации, води лекции и провежда семинари по интегрирани маркетингови комуникации (ИМК), маркетинг, реклама, насърчаване на продажбите, брендинг и управление на комуникациите в Европа, Южна Америка, Азия, Близкия изток, Австралия и Северна Америка. Негови статии са публикувани в редица професионални и научни издания.
Шулц е първият редактор на списание „Директен маркетинг“ и е асоцииран редактор на списание „Маркетинг комюникейшънс“. Член е на редакционните колегии на редица специализирани и научни издания. През 1998 г. е определен от списание „Управление на продажбите и маркетинга“ като една от 80-те най-влиятелни личности в маркетинга и продажбите в света.